# Swiss Super League (2018/2019)
Swiss Super League 2018/2019 (oficjalnie znana jako Raiffeisen Super League ze względów sponsorskich) – 122. edycja najwyższej klasy rozgrywkowej piłki nożnej w Szwajcarii. Brało w niej udział 10 drużyn, które w okresie od 21 lipca 2018 do 25 maja 2019 rozegrały 36 kolejek meczów. 25 maja 2018 na Nadzwyczajnym Walnym Zgromadzeniu przedstawiciele 20 klubów szwajcarskiej ligi piłkarskiej opowiedzieli się za przywróceniem baraży. Drugi tytuł z rzędu, a 13. w swojej historii zdobył zespół BSC Young Boys.

## Drużyny
| Uczestnicy poprzedniej edycji                                                                                 | Uczestnicy poprzedniej edycji | Uczestnicy poprzedniej edycji | Uczestnicy poprzedniej edycji |
| --- | ----------------------------- | ----------------------------- | ----------------------------- |
| YBO | BSC Young Boys                | 1                             |                               |
| BAS | FC Basel                      | 2                             |                               |
| LUZ | FC Luzern                     | 3                             |                               |
| ZUR | FC Zürich                     | 4                             |                               |
| GAL | FC Sankt Gallen               | 5                             |                               |
| SIO | FC Sion                       | 6                             |                               |
| THU | FC Thun                       | 7                             |                               |
| LUG | FC Lugano                     | 8                             |                               |
| GRA | Grasshopper Club Zurych       | 9                             |                               |
| Awans z Challenge League 2017/2018                                                                            |                               |                               |                               |
| NEU | Neuchâtel Xamax               | 1                             |                               |
| Oznaczenia: - kolumna pierwsza – skróty nazw drużyn, - kolumna trzecia – miejsce zajęte w poprzednim sezonie. |                               |                               |                               |

## Tabela
| Lp. | Drużyna                | M  | Z  | R  | P  | B+ | B- | +/– | Pkt | Kwalifikacja lub spadek                      |
| --- | ---------------------- | -- | -- | -- | -- | -- | -- | --- | --- | -------------------------------------------- |
| 1   | Young Boys (M)         | 36 | 29 | 4  | 3  | 99 | 36 | +63 | 91  | Liga Mistrzów UEFA • Runda play-off          |
| 2   | Basel (P)              | 36 | 20 | 11 | 5  | 71 | 46 | +25 | 71  | Liga Mistrzów UEFA • II runda kwalifikacyjna |
| 3   | Lugano                 | 36 | 10 | 16 | 10 | 50 | 49 | +1  | 46  | Liga Europy UEFA • Faza grupowa              |
| 4   | Thun                   | 36 | 12 | 10 | 14 | 57 | 58 | −1  | 46  | Liga Europy UEFA • III runda kwalifikacyjna  |
| 5   | Luzern                 | 36 | 14 | 4  | 18 | 56 | 61 | −5  | 46  | Liga Europy UEFA • II runda kwalifikacyjna   |
| 6   | Sankt Gallen           | 36 | 13 | 7  | 16 | 49 | 58 | −9  | 46  |                                              |
| 7   | Zürich                 | 36 | 11 | 11 | 14 | 43 | 52 | −9  | 44  |                                              |
| 8   | Sion                   | 36 | 12 | 7  | 17 | 50 | 55 | −5  | 43  |                                              |
| 9   | Neuchâtel Xamax (B, O) | 36 | 9  | 10 | 17 | 44 | 65 | −21 | 37  | Baraże o utrzymanie                          |
| 10  | Grasshopper (S)        | 36 | 5  | 10 | 21 | 32 | 71 | −39 | 25  | Spadek do Swiss Challenge League             |

## Wyniki
| Gospodarz \ Gość | BAS | GRA | LUG | LUZ | GAL | SIO | THU | XAM | YBO | ZÜR | BAS | GRA | LUG | LUZ | GAL | SIO | THU | XAM | YBO | ZÜR |
| ---------------- | --- | --- | --- | --- | --- | --- | --- | --- | --- | --- | --- | --- | --- | --- | --- | --- | --- | --- | --- | --- |
| Basel            |     | 4–2 | 3–2 | 2–1 | 1–2 | 3–2 | 1–1 | 1–1 | 1–3 | 2–0 |     | 0–0 | 1–1 | 3–2 | 1–1 | 1–0 | 3–1 | 4–1 | 2–2 | 3–0 |
| Grasshopper      | 1–3 |     | 2–1 | 2–3 | 2–1 | 2–1 | 0–2 | 3–1 | 0–3 | 0–2 | 0–4 |     | 1–1 | 1–3 | 0–1 | 0–3 | 1–1 | 0–1 | 0–1 | 1–1 |
| Lugano           | 2–2 | 2–2 |     | 1–4 | 3–1 | 2–2 | 2–1 | 2–2 | 0–2 | 1–0 | 1–1 | 3–3 |     | 1–0 | 1–0 | 1–1 | 1–3 | 0–0 | 0–1 | 3–0 |
| Luzern           | 1–1 | 2–1 | 4–2 |     | 2–1 | 1–3 | 0–2 | 0–2 | 2–3 | 2–5 | 0–1 | 4–0 | 0–3 |     | 3–0 | 1–3 | 3–1 | 0–1 | 1–3 | 3–0 |
| Sankt Gallen     | 1–3 | 2–1 | 2–2 | 0–1 |     | 2–4 | 3–2 | 3–2 | 2–3 | 3–2 | 0–3 | 0–0 | 0–2 | 1–2 |     | 2–1 | 1–3 | 3–0 | 4–1 | 3–1 |
| Sion             | 1–2 | 0–0 | 1–2 | 2–0 | 0–1 |     | 2–1 | 3–0 | 0–3 | 1–2 | 0–3 | 3–0 | 2–2 | 2–2 | 2–2 |     | 0–1 | 1–0 | 0–4 | 1–0 |
| Thun             | 4–2 | 1–0 | 1–1 | 2–1 | 2–0 | 4–1 |     | 2–2 | 1–4 | 2–2 | 1–2 | 1–1 | 1–0 | 1–1 | 0–0 | 1–2 |     | 0–2 | 1–1 | 2–2 |
| Neuchâtel Xamax  | 1–1 | 2–3 | 2–1 | 1–2 | 2–3 | 1–1 | 1–5 |     | 1–4 | 3–3 | 0–2 | 1–1 | 1–1 | 2–1 | 0–1 | 3–1 | 3–2 |     | 1–0 | 1–2 |
| Young Boys       | 7–1 | 2–0 | 1–0 | 2–3 | 2–0 | 3–2 | 3–2 | 5–2 |     | 4–0 | 3–1 | 6–1 | 2–2 | 4–0 | 3–2 | 1–0 | 5–1 | 2–0 |     | 2–0 |
| Zürich           | 1–1 | 2–0 | 0–0 | 1–0 | 0–0 | 1–2 | 2–1 | 0–0 | 3–3 |     | 0–2 | 3–1 | 0–1 | 1–1 | 1–1 | 1–0 | 3–0 | 2–1 | 0–1 |     |

1. ↑  Mecz został przerwany w 66' przy wyniku 4-0. Kibice gości opuścili swój sektor po bramce samobójczej na 0-4. Ponieważ wynik oznaczał, że ich drużyna została zdegradowana. Fani ustawili się przy linii bocznej i zażądali, aby gracze oddali swoje stroje do gry[3]. Wynik utrzymano.
2. ↑  Mecz został przerwany w 56' przy wyniku 2-0 z powodu użycia pirotechniki przez kibiców gości[4]. Komisja dyscyplinarna przyznała walkower dla Sion.

## Baraże o Super League
Drużyna Neuchâtel Xamax wygrała dwumecz z Aarau wicemistrzem Swiss Challenge League o miejsce w Swiss Super League na sezon 2019/2020.
| 30 maja 2019 | Neuchâtel Xamax | 0:4   | Aarau                                                           |                                                                          |
| 19:00        |                 | (0:3) | 22' Stefan Maierhofer · 34' 69' Varol Tasar · 45+2' Petar Misic | Stade de la Maladière, Neuchâtel Widzów: 12 000 Sędzia: Stephan Klossner |

| 2 czerwca 2019 | Aarau                                                                             | 0:4 (pd.)               | Neuchâtel Xamax                                                                     |                                                                   |
| 16:00          |                                                                                   | (0:3, 0:4, 0:4, k. 4:5) | 20' (k) Geoffroy Serey Dié · 29' Marcis Oss · 38' Kemal Ademi · 72' Geoffrey Tréand | Stadion Brügglifeld, Aarau Widzów: 7 526 Sędzia: Adrien Jaccottet |
| 16:00          | · Elsad Zverotic · Olivier Jäckle · Nicolas Bürgy · Petar Misic · Goran Karanovic | Rzuty karne             | · Max Veloso · Geoffrey Tréand · Thibault Corbaz · Kemal Ademi · Geoffroy Serey Dié | Stadion Brügglifeld, Aarau Widzów: 7 526 Sędzia: Adrien Jaccottet |

## Najlepsi strzelcy
24 bramki
- Guillaume Hoarau (Young Boys)

15 bramek
- Jean-Pierre Nsame (Young Boys)
- Dejan Sorgić(inne języki) (FC Thun)

14 bramek
- Albian Ajeti (Basel)
- Raphaël Nuzzolo(inne języki) (Neuchâtel Xamax)

13 bramek
- Carlinhos Júnior(inne języki) (FC Lugano)
- Blessing Eleke(inne języki) (FC Luzern)
- Ricky van Wolfswinkel (Basel)

Źródło: sfl.ch, transfermarkt

## Stadiony
| Basel          |
| St. Jakob-Park |
| 38 512         |
|                |

| Zürich Grasshopper |
| Letzigrund Stadion |
| 23 605             |
|                    |

| Lugano           |
| Stadio Cornaredo |
| 6 390            |
|                  |

| Luzern        |
| Swissporarena |
| 17 500        |
|               |

| Neuchâtel Xamax       |
| Stade de la Maladière |
| 11 997                |
|                       |

| Sankt Gallen |
| Kybunpark    |
| 19 694       |
|              |

| Sion             |
| Stade Tourbillon |
| 16 500           |
|                  |

| Thun       |
| Arena Thun |
| 10 000     |
|            |

| Young Boys               |
| Stade de Suisse Wankdorf |
| 31 783                   |
|                          |